# 稲田祐介 (音響効果技師)
稲田 祐介（いなだ ゆうすけ）は、フリーの音響効果技師。

## 参加作品

### テレビアニメ
- ロビーとケロビー（2007年）
- ベイビーステップ（2014年〜2015年）
- オレん家のフロ事情（2014年）
- 想いのかけら（2016年）
- パンでPeace!（2016年）
- 双星の陰陽師（2016年〜2017年）
- 潔癖男子!青山くん（2017年）
- 徒然チルドレン（2017年）
- レイトン ミステリー探偵社 〜カトリーのナゾトキファイル〜（2018年）
- 彼女、お借りします（2020年〜2025年）
- オンエアできない!（2022年）
- 私の推しは悪役令嬢。（2023年）
- マジック・メイカー -異世界魔法の作り方-（2025年）
- ちょっとだけ愛が重いダークエルフが異世界から追いかけてきた（2025年）

### OVA
- あきそら（2009年）

### ONA
- みらいへの手紙〜この道の途中から〜（2016年〜2017年）
- ひとり暮らしの小学生（2017年）

### 劇場アニメ
- ルー=ガルー（2010年）
- わすれなぐも（2012年）
- キックハート（2013年）

| スタブアイコン | サブスタブ | この項目は、まだ閲覧者の調べものの参照としては役立たない、人物に関連した書きかけの項目です。この項目を加筆・訂正などしてくださる協力者を求めています（P:人物伝/PJ:人物伝）。 |